# Noegus spiralifer
Noegus spiralifer är en spindelart som först beskrevs av Pickard-Cambridge F. 1901.  Noegus spiralifer ingår i släktet Noegus och familjen hoppspindlar. Inga underarter finns listade i Catalogue of Life.